# Galaxia (botânica)
Galaxia (botânica) é um género botânico pertencente à família Iridaceae.